# Superammasso dello Scultore
Il Superammasso dello Scultore è un superammasso di galassie situato in direzione della costellazione dello Scultore, nei pressi del polo galattico meridionale.
Con un redshift di z=0,11 si estende per un'ampiezza di quasi 1 miliardo di anni luce.
Scoperto nel 1992 nel corso del Münster Redshift Project, è un ricco superammasso di cui fanno parte diversi ammassi di galassie suddivisi in due cluster principali, il più vicino dei quali è in direzione prevalentemente della costellazione della Fenice.
Tra i principali ammassi: Abell 2717, Abell 2731, Abell 2798, Abell 2801, Abell 2806, Abell 2811, Abell 2836, Abell 2870, Abell 2877, Abell 2896, Abell 4008, Abell 4012, Abell 4013 e Abell 4059.
| Nome ammasso (Abell) | R.A.       | Dec.       | Distanza (anni luce) | Redshift (z) | Ricchezza dell'ammasso |
| -------------------- | ---------- | ---------- | -------------------- | ------------ | ---------------------- |
| Abell 2731           | 99h 10m 2s | -56° 59′ : | 0,03                 | 415          | 0                      |
| Abell 2806           | 00h 40m 2s | -56° 10′ : | 0,0265               | 365          | 0                      |
| Abell 2836           | 00h 53m 7s | -47° 37′ : | 0,0288               | 365          | 0                      |
| Abell 2870           | 01h 07m 7s | -46° 55′ : | 0,0225               | 310          | 0                      |
| Abell 2877           | 01h 09m 8s | -45° 54′ : | 0,0235               | 325          | 0                      |
| Abell 2896           | 01h 18m 3s | -37° 06′ : | 0,0306               | 420          | 0                      |
|                      |            |            |                      |              |                        |
| Abell 2717           | 00h 03m 3s | -35° 57′ : | 0,0478               | 650          | 1                      |
| Abell 4008           | 23h 30m 3s | -39° 19′ : | 0,0537               | 730          | 1                      |
| Abell 4012           | 23h 31m 8s | -33° 49′ : | 0,0498               | 680          | 0                      |
| Abell 4013           | 23h 31m 9s | -35° 16′ : | 0,0488               | 665          | 1                      |
| Abell 4059           | 23h 56m 7s | -34° 40′ : | 0,0463               | 630          | 1                      |

## Galleria d'immagini

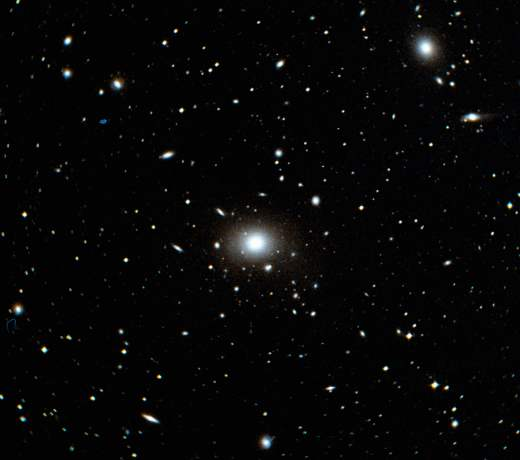
Abell 2877 con la galassia centrale IC 1633
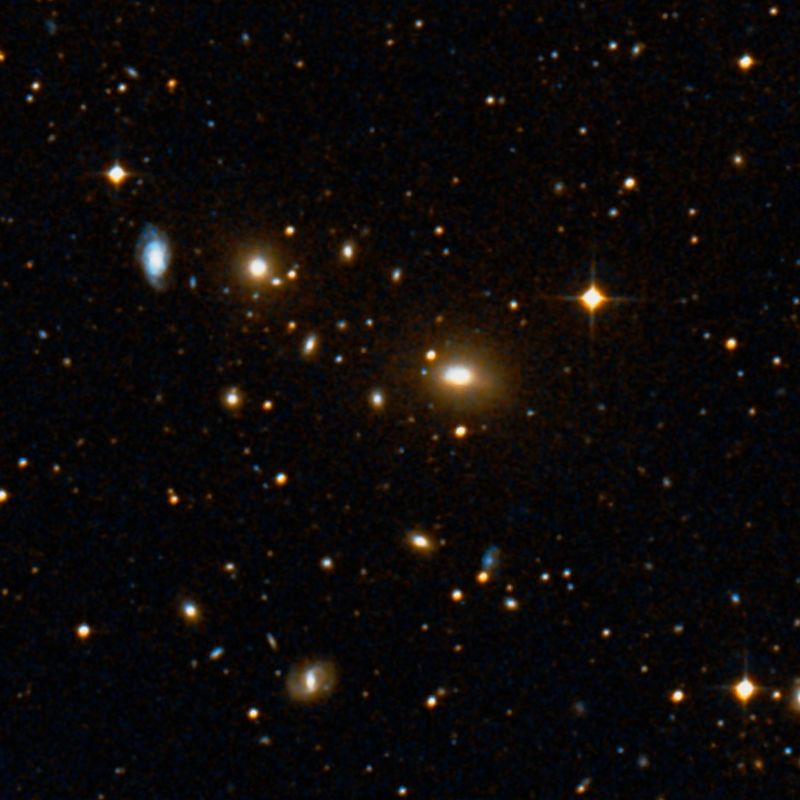
Abell 2731
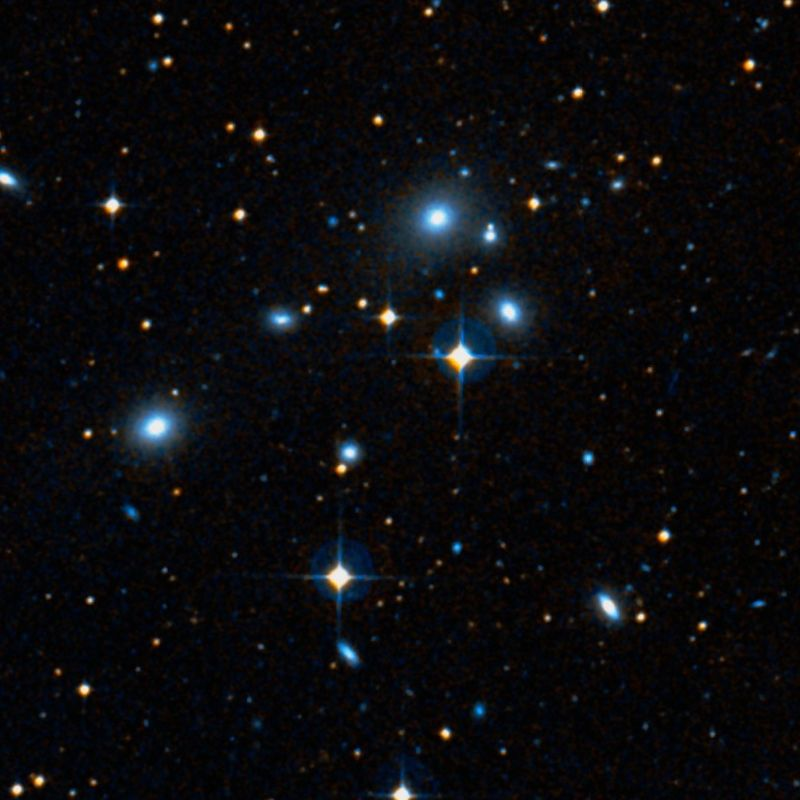
Abell 2806
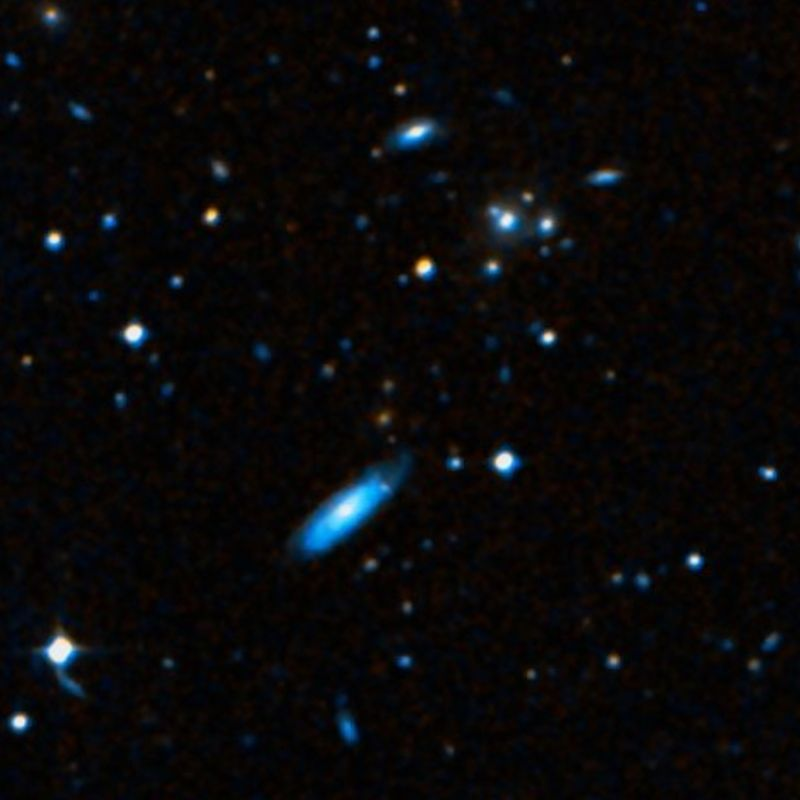
abell 2836
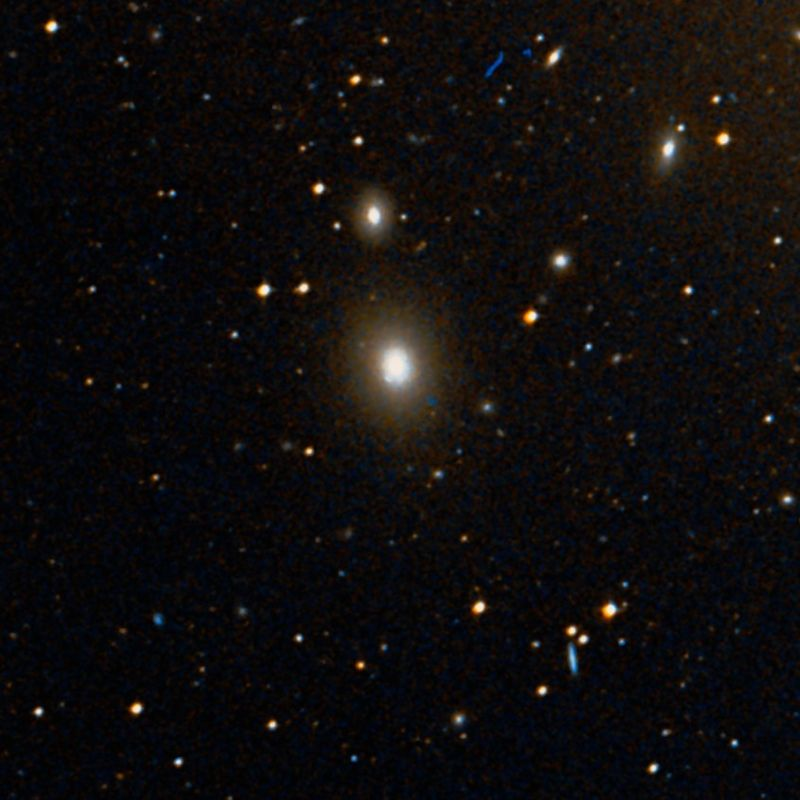
Abell 2870 con la galassia centrale IC 1625
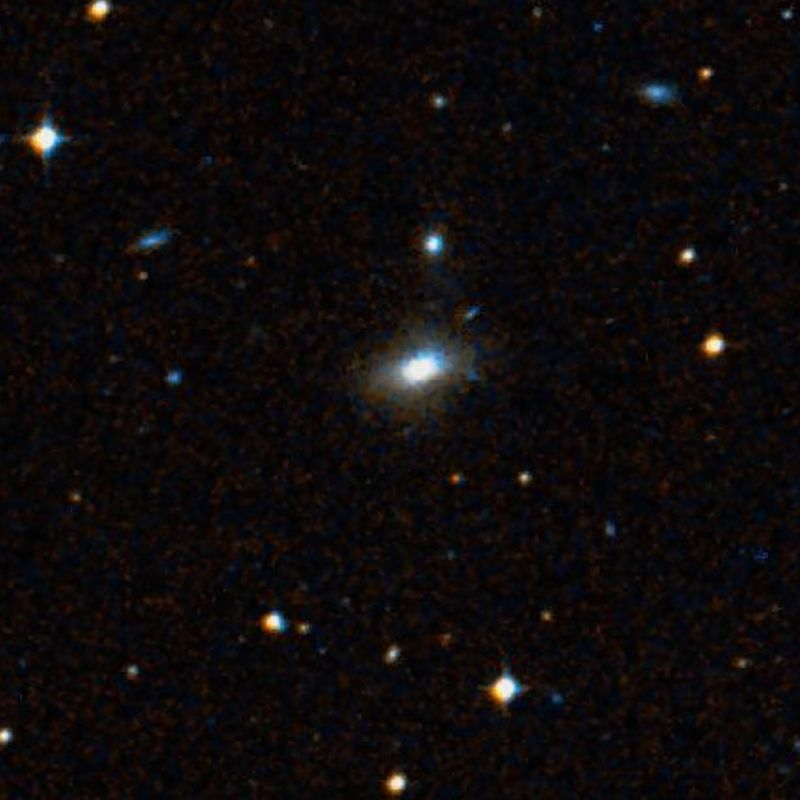
Abell 2896 con la galassia PGC 2896